# Allium dictuon
Allium dictuon är en amaryllisväxtart som beskrevs av Harold St.John. Allium dictuon ingår i släktet lökar, och familjen amaryllisväxter. Inga underarter finns listade i Catalogue of Life.